# Orvasca aurantiaca
Orvasca aurantiaca är en fjärilsart som beskrevs av George Francis Hampson 1893. Orvasca aurantiaca ingår i släktet Orvasca och familjen tofsspinnare. Inga underarter finns listade i Catalogue of Life.